# 大和市立桜丘小学校
大和市立桜丘小学校（やまとしりつ さくらがおかしょうがっこう）は、神奈川県大和市上和田にある公立小学校。

## 所在地
神奈川県大和市上和田832

## 通学地域
- 上和田
- 福田の一部

## 進学先
- 大和市立上和田中学校